# 桑蒂 (南卡罗来纳州)
桑蒂（英文：Santee），是美国南卡罗来纳州下属的一座城市。城市类型是“Town”。其面积大约为0.76平方英里（1.97平方公里）。根据2010年美国人口普查，该市有人口961人，人口密度约为每平方 英里1,262.81人（约合每平方公里487.59人）。